# Johannes Hahn (Historiker)
Johannes Hahn (* 8. Dezember 1957 in Heidelberg) ist ein deutscher Althistoriker.

## Leben
Johannes Hahn, der Sohn des evangelischen Theologen Ferdinand Hahn, studierte Philosophie, Geschichte und Klassische Archäologie an den Universitäten München, Heidelberg, Oxford und Berlin und schloss das Studium 1982 mit dem Magister Artium in Philosophie in Berlin ab. 1986 wurde er in Heidelberg mit einer althistorischen Arbeit zum Thema Der Philosoph und die Gesellschaft promoviert, anschließend war er Assistent von Géza Alföldy. 1993 habilitierte er sich, ebenfalls in Heidelberg, mit einer Studie über religiöse Gewalt in der Spätantike für das Fach Alte Geschichte. 1995 wurde er in das Heisenberg-Programm der DFG aufgenommen. Anschließend lehrte Hahn an den Universitäten Heidelberg, Budapest, Erfurt, Köln und Freiburg. Von 1996 bis 2025 war er ordentlicher Professor für Alte Geschichte an der Universität Münster.
Von 2006 bis 2007 und 2009 bis 2010 forschte er jeweils für ein Jahr als Gastwissenschaftler an der Universität Princeton. 2013 lehrte er als Gastprofessor an der Universität Erlangen und im Juni 2015 an der CEU Budapest. Im Mai 2021 verlieh ihm die Eötvös-Loránd-Universität in Budapest die Ehrendoktorwürde.
Hahn ist Mitherausgeber der Buchreihen Studien und Texte zu Antike und Christentum (seit 1998), Historische Studien (seit 1999) und Religions in the Graeco-Roman World (seit 2003).
Hahn forscht schwerpunktmäßig zur Kultur-, Religions- und Sozialgeschichte der römischen Kaiserzeit und der Spätantike, besonders des östlichen Mittelmeerraums, weiterhin zur Kulturgeschichte des frühen Hellenismus – vor allem des Ostens – sowie zu antiken Naturwissenschaften (hier vor allem zur Medizin) und zur antiken Philosophie.

## Schriften (Auswahl)
- Der Begriff des property bei John Locke. Zu den Grundlagen seiner politischen Philosophie (= Europäische Hochschulschriften. Reihe 20: Philosophie, Bd. 134). Peter Lang, Frankfurt a. M./Bern/New York 1984, ISBN 3-8204-5437-3.
- Der Philosoph und die Gesellschaft. Selbstverständnis, öffentliches Auftreten und populäre Erwartungen in der hohen Kaiserzeit. Franz Steiner Verlag, Stuttgart 1989.
- Alexander in Indien 327–325 v. Chr. Antike Zeugnisse. Eingeleitet, übersetzt und erläutert (= Fremde Kulturen in alten Berichten. Bd. 8). Thorbecke, Stuttgart 2002, ISBN 3-7995-0607-1.
- Gewalt und religiöser Konflikt. Die Auseinandersetzungen zwischen Christen, Heiden und Juden im Osten des Römischen Reiches (von Konstantin bis Theodosius II.) (= Klio Beihefte N.F. Bd. 8). Akademie-Verlag, Berlin 2004, ISBN 3-05-003760-1.

Herausgeber
- Zerstörungen des Jerusalemer Tempels. Geschehen – Wahrnehmung – Bewältigung (= Wissenschaftliche Untersuchungen zum Neuen Testament. Bd. 147). Mohr Siebeck, Tübingen 2002, ISBN 3-16-147719-7.
- Religiöse Landschaften (= Alter Orient und Altes Testament. Bd. 301). Ugarit-Verlag, Münster 2002, ISBN 3-934628-31-1.
- mit Stephen Emmel und Ulrich Gotter: From Temple to Church. Destruction and Renewal of Local Cultic Topography in Late Antiquity. Brill, Leiden/Boston 2008, ISBN 978-90-04-13141-5.
- mit Volker Menze: The Wandering Holy Man. The Life of Barsauma, Christian Asceticism, and Religious Conflict in Late Antique Palestine. University of California Press, Berkeley 2020, ISBN 978-052030414-7.